# أسا هوفمان
أسا هوفمان (بالإنجليزية: Asa Hoffmann) هو لاعب شطرنج أمريكي، ولد في 25 فبراير 1943.

## وصلات خارجية
- أسا هوفمان على موقع الاتحاد الدولي للشطرنج (الإنجليزية)
- أسا هوفمان على موقع مباريات الشطرنج (الإنجليزية)
- أسا هوفمان على موقع 365Chess.com (الإنجليزية)
- أسا هوفمان على موقع Chesstempo.com (الإنجليزية)
- أسا هوفمان على موقع الاتحاد الأمريكي للشطرنج (الإنجليزية)
- أسا هوفمان على موقع IMDb (الإنجليزية)